# 19521 Chaos
A 19521 Chaos egy Neptunuszon túli kisbolygó, melyet 2005. január 30-án fedezett fel a Deep Ecliptic Survey projekt a Kitt Peak-i 4 m-es teleszkóppal.
Feltételezve, hogy az albedója 0,09 az abszolút magnitúdójára  4,9-et kapunk, ami 460 km-es átmérőt jelent. A Chaos feltehetően egy törpebolygó.

## További információk

Égitestek méretei, köztük a Chaos-szal.